# Drosophila simulivora
Drosophila simulivora este o specie de muște din genul Drosophila, familia Drosophilidae, descrisă de Tsacas și Ronald Henry Lambert Disney în anul 1974.
Este endemică în Camerun. Conform Catalogue of Life specia Drosophila simulivora nu are subspecii cunoscute.